# Brian Olivera
Brian Leandro Olivera (Córdoba, Argentina; 13 de diciembre de 1993) es un futbolista argentino. Juega de guardameta y su equipo actual es Estudiantes de Río Cuarto, de la Primera Nacional.

## Estadísticas

### Clubes
Actualizado de acuerdo al último partido jugado el 14 de junio de 2025.
| Club                                  | Div.          | Temporada     | Liga  | Liga  | Liga  | Copas nacionales | Copas nacionales | Copas nacionales | Total | Total | Total |
| Club                                  | Div.          | Temporada     | Part. | G. R. | V. I. | Part.            | G. R.            | V. I.            | Part. | G. R. | V. I. |
| ------------------------------------- | ------------- | ------------- | ----- | ----- | ----- | ---------------- | ---------------- | ---------------- | ----- | ----- | ----- |
| Instituto de Córdoba Argentina        | 2.ª           | 2014          | 2     | 3     | 0     | 2                | 2                | 0                | 4     | 5     | 0     |
| Instituto de Córdoba Argentina        | 2.ª           | 2015          | 2     | 2     | 1     | —                | —                | —                | 2     | 2     | 1     |
| Instituto de Córdoba Argentina        | 2.ª           | 2016          | 2     | 2     | 1     | —                | —                | —                | 2     | 2     | 1     |
| Instituto de Córdoba Argentina        | 2.ª           | 2016-17       | 27    | 32    | 6     | 1                | 0                | 1                | 28    | 32    | 7     |
| Instituto de Córdoba Argentina        | Total club    | Total club    | 33    | 39    | 8     | 3                | 2                | 1                | 36    | 41    | 9     |
| Defensores de Belgrano (VR) Argentina | 3.ª           | 2017-18       | 34    | 25    | 19    | 3                | 2                | 1                | 37    | 27    | 20    |
| Defensores de Belgrano (VR) Argentina | 3.ª           | 2018-19       | 30    | 37    | 7     | 3                | 1                | 2                | 33    | 38    | 9     |
| Defensores de Belgrano (VR) Argentina | Total club    | Total club    | 64    | 62    | 26    | 6                | 3                | 3                | 70    | 65    | 29    |
| Estudiantes de Río Cuarto Argentina   | 2.ª           | 2019-20       | 1     | 1     | 0     | 3                | 2                | 1                | 4     | 3     | 1     |
| Estudiantes de Río Cuarto Argentina   | 2.ª           | 2020          | 2     | 1     | 1     | —                | —                | —                | 2     | 1     | 1     |
| Estudiantes de Río Cuarto Argentina   | 2.ª           | 2021          | 30    | 24    | 10    | —                | —                | —                | 30    | 24    | 10    |
| Estudiantes de Río Cuarto Argentina   | 2.ª           | 2022          | 16    | 12    | 7     | —                | —                | —                | 16    | 12    | 7     |
| Gimnasia y Esgrima (M) Argentina      | 2.ª           | 2023          | 35    | 31    | 12    | 1                | 0                | 1                | 36    | 31    | 13    |
| Gimnasia y Esgrima (M) Argentina      | Total club    | Total club    | 35    | 31    | 12    | 1                | 0                | 1                | 36    | 31    | 13    |
| Monagas S. C. · Venezuela             | 1.ª           | 2024          | 25    | 32    | 5     | 2                | 1                | 1                | 27    | 33    | 6     |
| Monagas S. C. · Venezuela             | Total club    | Total club    | 25    | 32    | 5     | 2                | 1                | 1                | 27    | 33    | 6     |
| Estudiantes de Río Cuarto Argentina   | 2.ª           | 2025          | 12    | 5     | 7     | —                | —                | —                | 12    | 5     | 7     |
| Estudiantes de Río Cuarto Argentina   | Total club    | Total club    | 61    | 43    | 25    | 3                | 2                | 1                | 64    | 45    | 26    |
| Total carrera                         | Total carrera | Total carrera | 218   | 207   | 76    | 15               | 8                | 7                | 233   | 215   | 83    |
| 1. 2.                                 |               |               |       |       |       |                  |                  |                  |       |       |       |